# Alfred von Schlieffen
Alfred Graf von Schlieffen (Berlijn, 28 februari 1833 – aldaar, 4 januari 1913) was een Duits generaal. Hij was de zoon van een Pruisisch generaal en nam deel aan de Pruisisch-Oostenrijkse Oorlog van 1866 en de Frans-Pruisische Oorlog van 1870.

## Biografie
Schlieffen stamde uit het Pommerse geslacht Von Schlieffen wiens leden van oudsher werkzaam waren in het Pruisische leger en de ambtenarij. Alfred was een zoon van Magnus Graf von Schlieffen (1796–1864) en zijn vrouw Auguste, geboren von Schönberg (1808–1890), een dochter van Moritz Haubold von Schönberg die de hoogste bestuursambtenaar van Pommeren en Silezië was. Na zijn gymnasium opleiding had Schlieffen aanvankelijk geen interesse om zijn verdere toekomst in het leger door te brengen, zoals gebruikelijk was in aristocratische families, en ging Schlieffen rechten studeren. Na de vervulling van zijn dienstplicht in 1853 veranderde hij van mening en ging vervolgens, in 1854, toch het Pruisische leger in als officier en doorliep met goed gevolg de militaire academie. Al in 1865, toen de organisatorische en strategische talenten van Schlieffen duidelijk waren voor zijn leidinggevenden, werd hij ingedeeld bij de 'Oberste Heeresleitung'  (generale staf) van het Pruisische leger, aanvankelijk in een ondergeschikte functie. Von Schlieffen doorliep de rangen in een gestaag tempo en was uiteindelijk het hoofd van de Duitse generale staf; tussen 1891 en 1905. Gedurende zijn carrière deed Schlieffen actief mee aan de Pruisisch-Oostenrijkse oorlog (1866) en de Pruisisch-Franse oorlog (1870). Die laatste oorlog had als resultaat de oprichting van het Duitse keizerrijk.

### Schlieffenplan
In de opvolgende periode werd eerst het Frans-Russische verdrag gesloten in 1894, en tien jaar later de Entente Cordiale tussen Frankrijk en Groot-Brittannië. Duitsland was bang voor "Einkreisung", omsingeling door deze vijandig gezinde mogendheden, die wellicht gezamenlijk een oorlog tegen Duitsland zouden beginnen. Als voorzorgsmaatregel begonnen de militairen met het bestuderen van diverse mogelijkheden voor een verdedigingsplan. De generale staf meende dat een enkele potentiële tegenstander, Frankrijk of Rusland, wel afgeslagen zou kunnen worden maar een oorlog aan meerdere fronten was lastiger aan te pakken en wellicht te veel voor het leger.
Von Schlieffen kreeg daarom opdracht om een gedurfd verdedigingsplan te ontwerpen voor het geval er oorlog mocht uitbreken met meerdere tegenstanders, waarbij ook inbegrepen een 'preventieve aanval' op een van de potentiële tegenstanders. Het doel daarvan was om zo een voor een met de tegenstanders af te rekenen. In het geval dat men Frankrijk als eerste wilde uitschakelen moest dit in hooguit zes weken gebeurd zijn. Zo lang had namelijk Rusland nodig, dacht men, om te mobiliseren. Aanvankelijk wilde Schlieffen de aanval op Frankrijk uitvoeren via de Vogezen. Maar dit front was met forten en stellingen zwaar versterkt door het Franse leger en wellicht zou dan hierdoor het verslaan van Frankrijk te lang gaan duren en zou men toch uiteindelijk in een tweefrontenoorlog verzeild raken zodra de Russen hun mobilisatie hadden afgerond. Daarom wilde de generale staf aanvankelijk alleen verdedigend optreden aan de Frans-Duitse grens en met het overgrote deel van het leger eerst met de Russen afrekenen. Aan de Frans-Duitse grens zou men met betrekkelijk weinig troepen, naar verwachting, de Fransen wel op afstand kunnen houden: ook de Duitsers hadden hun grens met Frankrijk flink verstevigd met forten en versterkte stellingen. Enkele jaren later kwam Schlieffen op een 'beter' idee: toch eerst met Frankrijk afrekenen waarbij de aanval zou geschieden via de zwak verdedigde Frans-Belgische grens in Noord-Frankrijk waarbij de Franse versterkingen in de Vogezen omzeild zouden worden. Het neutraal verklaarde België moest dan wel eerst door de Duitsers worden binnengevallen, waarbij het risico van een oorlogsverklaring van Groot-Brittannië dat instond voor de Belgische neutraliteit, op de koop toe werd genomen. Dit zogenaamde 'Schlieffenplan', waarop de Duitse strategie bij het uitbreken van de Eerste Wereldoorlog was gebaseerd, was klaar in 1905.
In 1911 werd Schlieffen benoemd tot veldmaarschalk. Hij overleed in 1913 te Berlijn en volgens de overlevering waren zijn laatste woorden: 'Macht mir nur den Rechten stark!' verwijzend naar zijn Schlieffenplan waarbij het belangrijkste was dat de aanvallende rechtervleugel van het leger zo sterk mogelijk moest blijven.

## Persoonlijk
Schlieffen trouwde in 1868 in Hannover met Anna von Schlieffen (1840–1872), een dochter van graaf Albert von Schlieffen. Het paar kreeg twee dochters waaronder:
- Elisabeth (* 1869) gehuwd met Wilhelm von Hahnke jr. (1867–1931), zoon van veldmaarschalk Wilhelm von Hahnke (1833-1912)

## Militaire loopbaan
- Einjährig-Freiwilliger: 1854
- Hauptmann: 1866
- Major: 1870/1871
- Generalmajor: 4 december 1886
- Oberquartiermeister: 1888
- Generalleutant: 4 december 1888
- General der Kavallerie: 27 januari 1893
- Generaloberst: 11 september 1903
- Generalfeldmarschall: 1 januari 1911

## Decoraties
- Orde van de Zwarte Adelaar met Schakelketting en Brillanten in 1897[2][3]
- Grootkruis in de Orde van de Rode Adelaar met Eikenloof en Zwaarden aan Ring[2][3]
- Kroonorde (Pruisen), 1e klasse[2][3]
- Grootofficier in de Huisorde van Hohenzollern[3]
- Huisridderorde van Sint-Hubertus[3]
- Orde van de Kroon van Wijnruit[3]
- Grootkruis in de Kroonorde (Württemberg) in 1893[3]
- Grootkruis in de Orde van de Nederlandse Leeuw[3]
- Grootkruis in de Orde van de Heilige Stefanus[3]
- Grootkruis in de Leopoldsorde (Oostenrijk)[2][3]
- Officier in het Legioen van Eer[2][3]
- Grootkruis in de Orde van Sint-Mauritius en Sint-Lazarus[2][3]
- Alexander Nevski-orde[2][3]
- Orde van Osmanie, 1e klasse met Brillanten[2][3]
- IJzeren Kruis 1813, 1e klasse in 1871[2]